# ژان چهاردهم
پاپ ژان چهاردهم (به انگلیسی: John XIV) یکی از پاپ‌های کلیسای کاتولیک رم بود که در پاویا به دنیا آمد و از ۹۸۳ تا ۹۸۴ میلادی پاپ بود.